# Lexingtonia dolabelloides
Lexingtonia dolabelloides är en musselart som först beskrevs av I. Lea 1840.  Lexingtonia dolabelloides ingår i släktet Lexingtonia och familjen målarmusslor.

## Underarter
Arten delas in i följande underarter:
- L. d. dolabelloides
- L. d. conradi